# 米格爾·塞爾韋特
米格爾·塞爾韋特（1511年9月29日—1553年10月27日），全名米格爾·塞爾韋特-科內薩（Miguel Serveto y Conesa），外号Revés，别名米格爾·德·比利亞努埃瓦（Miguel de Villanueva）或米歇爾·德·維爾納夫（Michel de Villeneuve）。阿拉貢王國（今西班牙阿拉貢自治區）神學家、醫生和人文學家，也是欧洲第一位描述肺循环的学者。
他的興趣包括天文學、氣象學、地理學和法學，以及聖經、數學、解剖學和藥物學的研究。他因对以上多个领域的贡献而闻名，尤其是其中的藥物學和神學。
他参与了新教改革，后期因為反对三位一体论，同时被天主教和新教控以异端之名。最後被新教加尔文派的日内瓦理事会以异端的名义火刑烧死。

## 早年生活和求学
米格爾·塞爾韋特1511年出生于西班牙韦斯卡省的一个小村锡赫纳新镇（日期可能是9月29日，圣米迦勒的斋日），尽管已无据可查。另有一些资料显示，根据塞爾韋特自己偶然的说明，认为他的出生时间在更早的1509年。
他父亲的家族来自于比利牛斯山阿拉贡自治区的一个小村塞尔维托，家族的姓氏便来源于此；母亲家里是蒙松地区昄依犹太人的后裔。他的父亲安东尼奥·塞爾韋特（别名雷维斯）是一名公证人。塞爾韋特有两个兄弟，一个和父亲一样当了公证人，另一个做了天主教神父。
塞爾韋特极有语言天赋，他在多明我会修士的指导下学习了拉丁语、希腊语和希伯来语。十五岁时，塞爾韋特担任方济各会修士、伊拉斯谟学派的胡安·德·金塔纳的侍从，阅读了那时能够找到的所有的《圣经》原文手稿。1526年，他进入图卢兹大学学习法律。在那里，他被怀疑参加新教派学生的秘密集会及活动。
1529年，塞爾韋特跟随担任查理五世皇家随从神父的金塔纳周游了德国和意大利。1530年十月，他在巴塞尔拜访了奥科兰帕迪乌斯，在那儿逗留了十个月，可能是靠为当地的一家印刷所做校对员维持生活。
在那个时期，他已经开始传播他的信仰主张。1531年五月，他在斯特拉斯堡与马丁·布策和法布里西乌斯·卡皮托（Fabricius Capito）会面；两个月之后，他在1531年七月发表了《论三位一体之谬误》（De trinitatis erroribus）一书；第二年又发表了《关于三位一体的对话》（Dialogorum de Trinitate）及《论基督统治的合理性》（De Iustitia Regni Christi）。他以「米歇尔·德维尔纳夫」（也就是来自比利亚努埃瓦的米格尔）做笔名发表了以上的文章，主要是为了免受教会的迫害。
1533年，他进入卡尔维大学学习。在休息了一段时间后，1536年，他又回到巴黎学习药学。他的老师包括了西尔维斯、费尔内尔等人，在他们的引导下，塞尔韦特还成了维萨里在解剖方面最得力的助手。

## 宗教研究
在上述论著中，塞尔韦特否定了三位一体学说，因为他认为它并不是基于《圣经》，而是来源于希腊哲学。他倡导回归《四福音书》及早期教会父老的简单与真实。在一定程度上，他也希望抛弃三位一体的教义可以使基督教更有感染力，犹太教和伊斯兰教等亞伯拉罕宗教都是严格的一位神论，而在三位一体学说的引导下，基督教却成了“三神论”，或者说信仰了三位神灵。
塞尔韦特宣称圣子是神的一种表现形式而不是独立的圣人。当神的意志来到圣母玛利亚的子宫时，耶稣就被赋以人类的形体。只有意志形成的那一刻，圣子才诞生。所以圣子不是永恒的。基于以上理由，塞尔韦特拒绝称基督为“永恒的圣子”，而是“永恒的上帝之子”。
在描述塞尔韦特关于逻各斯的观点时，安德鲁·戴布（Andrew Dibb）解释道：“《创世记》中上帝做为创造者出现。在《约翰福音》中他通过言语或道来创造。而最后，也是在《约翰福音》中，道成肉身，并且使之‘住在我们之中’。当上帝说‘让这儿有⋯⋯’，万物产生。而《创世记》中的话、约翰的道和基督都是一样的。 ”
塞尔韦特在他的《恢复基督教》（1553年）一书中，清晰的阐明了自己的观点：“没有比通过万物去了解上帝更伟大的事情了，而且神性也真实的被表现出来。我们需要明确的去了解上帝通过言语、思想要表达的东西。这两样只同时存在于耶稣。”
这个理论，在某些方面经常被拿来与嗣子派、亞流派、撒伯流派比较，后这三种学说被三位一体的学者认为是古代的基督教异端。但是，塞尔韦特在书中驳斥了这三种学说：嗣子派否定了耶稣的神性；亞流派扩大了基督人格并且建立了等级；而撒伯流派否定了圣父和圣子间关系。
在天主教和新教的压力下，塞尔韦特在他的第二本著作《对话》（Dialogues，1532年）中针对耶稣的逻各斯界定问题作出了澄清。但因他坚持反对三位一体的教义，仍然被指控为异端。

## 职业生涯
他在结束医药学的学习后开始了行医生涯，成为了维埃纳主教皮埃尔·帕默尔以及多菲内副总督盖·德·莫吉隆（Guy de Maugiron）的私人医生。在于里昂附近行医的十五年间，他出版了两部有关托勒密的地理学的著作。 塞爾韋特把他第一本有关托勒密的著作和他抄录的圣经献给了他的资助人胡格斯·德·拉·波特（Hugues de la Porte），并将第二本有关托勒密《地理学》的著作献给了另一资助人，主教帕密尔。在里昂期间，作为医药人文主义者西姆福里安·尚皮埃尔的资助对象，塞爾韋特还在其资助人与里奥纳德·福斯的论战中撰写了一系列药理学论文为前者辩护。 
塞爾韋特兼职校对员的工作，在此之外他还出版了数本关于医药学和药理学的书籍。之前他就曾将一份书稿寄予约翰·加尔文，开启了两人之间的通信过程，在信中他使用了化名“米歇尔·德·维尔纳夫”（Michel de Villeneuve）。
他于1553年出版了另一本更进一步反三位一体观点的《恢复基督教》（Christianismi Restitutio）。在书中，塞尔韦特尖锐的反对有关救赎预定论的观点，也不同意上帝罚灵魂入地狱而不顾生前的价值和功勋的观点。塞尔韦特坚持认为，只有没有通过思想、语言或行为责备自己，上帝从不惩罚任何人。
塞尔韦特最新的著作就像一记耳光打在《基督教要义》的作者加尔文的脸上。加尔文遂寄了一份自己的书稿给对方作为答复。而塞尔韦特的报复很快，他用攻击性的言论给全文做了注解。
加尔文在给塞爾韋特的信中写道：“我既不仇恨，也不鄙视你；我也不愿对你施以迫害；但对于你这听来几近侮辱又如此大胆的教义，我会坚硬得如同钢铁一般。”其后他们通信中的讨论变得愈加激烈，最終喀爾文不再回覆。 之后，塞尔韦特还给加尔文寄了一些特别具有攻击性的信件。

因此，加尔文对塞爾韋特渐深的厭惡，源于其异端的观点以及塞氏那种糅合了优越感以及人身攻击的语气。在1546年2月13日给朋友威廉·法瑞尔的信中谈到塞爾韋特时，加尔文说：「塞尔韦特对自己说了许多胡言乱语，絕對要把他殺了。」
|  | 如果他來這裡，如果我还有任何威信，我永不会允许他活着离开。 |

## 入獄和處決
1553年2月16日，加尔文的密友，正在日内瓦避难的富商贵洛米·特瑞（Guillaume Trie）在给其里昂的表兄安东尼·阿尔内斯（Antoine Arneys）的信中揭发当时居住在维埃纳的塞爾韋特信仰异端邪说。之后塞爾韋特以及《恢复基督教》一书的印刷商阿诺雷特（Arnollet）受到了以法国宗教裁判所法官马修·奥瑞名义发出的讯问，但两人否认了所有指控并随后因证据不足被释放。奥瑞要求安东尼·阿尔内斯向贵洛米·特瑞去信以获得证据。
1553年3月26日，贵洛米·特瑞将塞爾韋特的书稿寄往里昂，包括塞爾韋特寄给加尔文的信件。
1553年4月4日塞爾韋特被教会当局逮捕，并监禁在维埃纳，并在3天后从监狱逃脱。1553年6月17日，法国异端裁判所“在日内瓦牧师-加尔文呈上的17封书信的帮助下”作出缺席判決，裁定塞爾韋特异端罪成立，塞爾韋特應与其著作一同处以火刑。由于塞爾韋特业已逃离，火刑时使用了其雕像替身
原本打算逃往意大利的塞爾韋特在日内瓦停留下来，于是加尔文及其新教改革追随者们就是在这里向当局举报了他。8月13日他参加了加尔文在日内瓦的一次布道大会，但不幸被当场认出，并在仪式结束后被逮捕。其后他再次入狱，并被没收了全部财产。
对于塞爾韋特来说不幸的是，此时加尔文正努力挽回他在日内瓦教会渐微的权势。而加尔文的敌人拿塞尔韦特做借口，来攻击日内瓦改革者的理论，所以任何的怜悯都会被当做是示弱。當時加尔文脆弱的健康状况以及他对于国家的作用，使得他个人并未表现出对塞爾韋特的反对。但当时掌握日内瓦小议会的艾米·佩兰等加尔文的反对者们通过逮捕塞爾韋特，并以此为借口向加尔文发难，这使得加尔文促成对塞爾韋特的指控成为了一个关乎其威望的问题。“他被迫千方百计推动对塞爾韋特的定罪。”（文献同上）不过尼古拉斯·德拉封丹在对塞爾韋特的指控以及列举其有罪行为的过程中表现得更为活跃。
在审判中，米格爾·塞爾韋特被控犯有两罪，传播和宣讲反对三位一体论以及反对婴儿洗礼。塞爾韋特曾经说婴儿受洗“是魔鬼的造物，是毁坏整个基督教的地狱的谎言”不管是出于何种原因，把普通的基督教传统说成“是魔鬼的”这一言论使他在审判中很难找到盟友。尽管如此，當時提倡宗教容忍的教士卡斯特利奧仍然指责了对塞爾韋特的处决，并因这整个事件开始严厉地抨击加尔文。
该案件的主要检控官在质询的表单中加入了一些听来十分古怪的问题，例如“他是否已婚，如果他回答没有，则接着讯问他，考虑到他的年龄，为什么他这么多年都不结婚。”对于这一含沙射影地指摘他不贞的问题，塞爾韋特答称多年的疝气使他无力实施那一罪行。而在现代读者听来更具冒犯性的问题则是“他是否知道由于他对犹太及土耳其文化的辩解，他的学说也是邪恶的；以及他是否曾研究过《古兰经》，是否曾研究过那些按照圣保罗谕示「在教中当远离的人」所写的异教的书籍并以此反对天主教廷的教义。”
尽管加尔文认为塞爾韋特因为其“恶劣的渎神言论”被处死是罪有应得，然而他希望使用更为仁慈的方式而非火刑。加尔文在塞爾韋特被捕大约一周后写给法瑞尔的一封信中表达了这样的意见。同时他提到了自己与塞爾韋特间的一段对话，加尔文写道：
⋯⋯在他（塞爾韋特）被认出以后，我认为他是应当被禁錮起来的。我的朋友尼古拉斯指控他犯了死刑罪，并且愿意自己與他以命抵命。第二天他书面提交了四十条对塞爾韋特的指控。一开始塞爾韋特想逃过这些指控，于是我们被传唤到场。他十分无礼地谩骂我，好像我令他感到极为不快似的。我按他应得的那样回敬了他⋯⋯对于此人的无礼我不说什么；但他疯狂到了能毫不犹豫地说出「恶魔拥有神性」这样的话的地步；他甚至说，既然神灵在物质上等同于木头和石头，那么许多神都是恶魔。我同意对他判处死刑，但我希望执行的方式不要过分残忍。
由于塞爾韋特并不是日内瓦公民，法律上最多只能将他驱逐出境，当局与各州（苏黎世州、伯恩州、巴泽尔州、沙夫豪森州）在合议之后达成了对他的指控和处决的一致意见。在新教世界，巴泽尔州禁止了他著作的出售。马丁·路德言辞激烈地指责了他的作品。塞爾韋特和菲利普·梅兰西顿则强烈地相互敌视。大多数新教改革派成员把塞爾韋特看作危险的激进分子，而当时宗教自由的概念还未真正出现。天主教世界同样监禁并判处了塞爾韋特死刑，这显然促使加尔文走向更为温和的一面。但那些反对处死塞爾韋特的人（"Libertines"）还是激起了许多基督徒的忿怒。10月24日，塞爾韋特因否定三位一体和婴儿洗礼的罪名被判处火刑。加尔文要求将改为用斬首，被威廉·法瑞尔在1553年9月8日的信件中指责为过分宽容。1553年10月27日，米格爾·塞爾韋特在日内瓦郊外被处以火刑。据说他曾经对审问者说：“我会被燒死，但这只是个事件。我们的讨论会在永恒中继续。”历史学家们记录下他的遗言是：“耶稣啊，永恒的主的圣子，将你的慈悲降于我吧。”

## 近代相關
由于塞爾韋特拒绝三位一体并因此被当成异端烧死，他被认为是单一神派的第一个殉道者。后来，单一神派与普救派合并成为现代的一神普救派，其中单一神派发生了重大改变，塞爾韋特的观点已经与现在的教义不十分相关了。一些学者认为他的观点更接近撒伯流主义或亞流主義，更或者他自成一派。无论如何，美国一神普救派的教堂还是因为他而以“塞爾韋特”命名。
塞爾韋特是欧洲第一个描述肺循环的人，尽管当时由于各种原因没有得到普遍的认可。其中一个原因是他把肺循环描述写在神学书籍《恢复基督教》中，而不是发表在医学论文或书籍中。另外，该书在1553年遭到封禁和烧毁，仅剩三本幸存，这三本书都被隐藏了数十年。直到1616年威廉·哈维的解剖才使得肺循环的功能被医生普遍接受。